# Edmund Biernacki

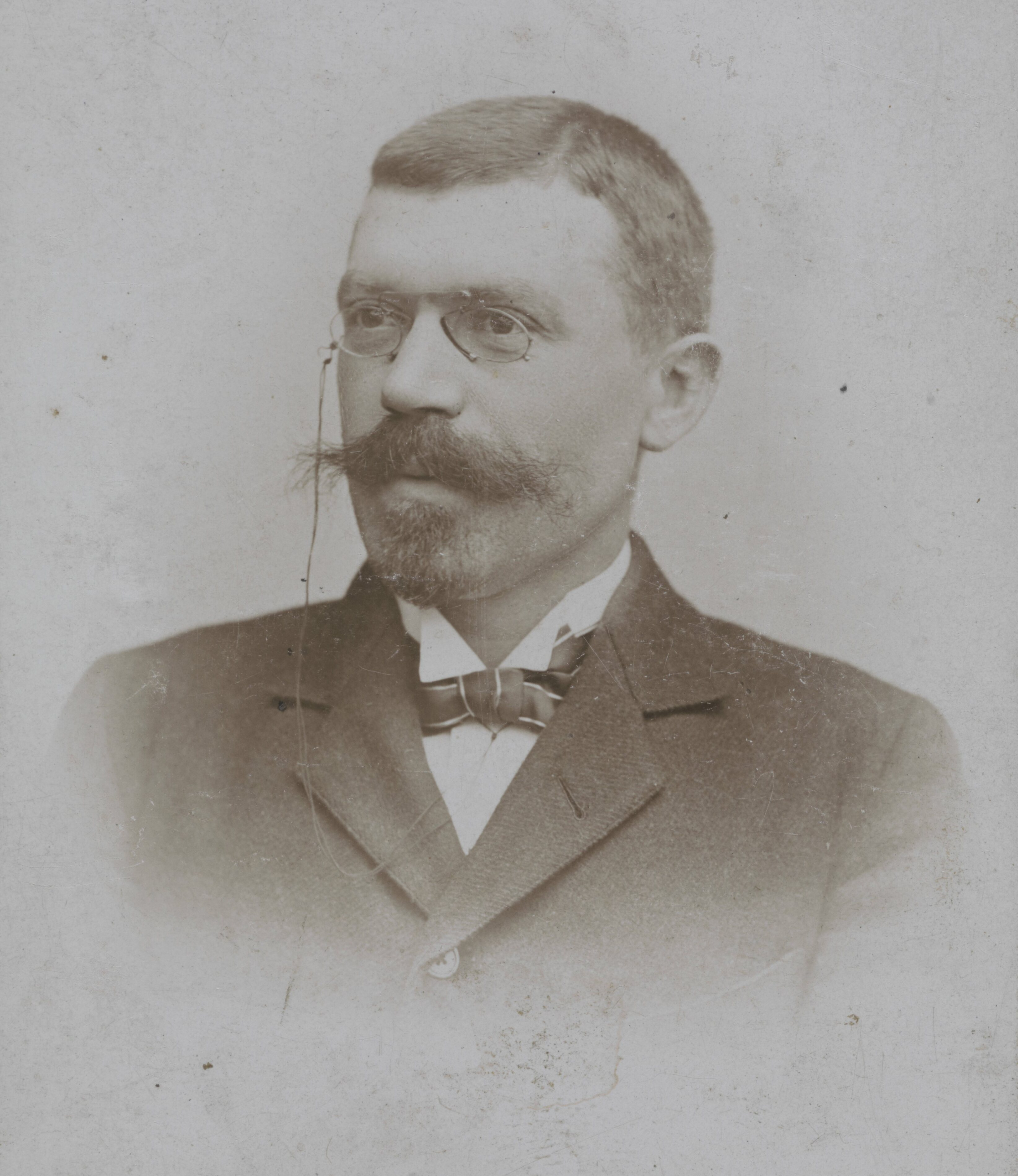
Edmund Biernacki

Edmund Faustyn Biernacki (Opoczno, Polonia,19 de diciembre de 1866-Leópolis, Ucrania, 29 de diciembre de 1911) fue un médico de origen polaco.
Biernacki fue el primero en denotar en una muestra de sangre humana la relación existente entre el índice de sedimentación de los glóbulos rojos en la sangre y la condición general del organismo. Este método, conocido como prueba de eritrosedimentación, es utilizado en todo el mundo para evaluar la velocidad de sedimentación globular (VSG), la cual hoy día es un tipo de prueba de sangre elemental.